# Chaz Davies
Chaz Davies (Knighton, 1987. január 12.–) walesi motorversenyző.

## Pályafutása

### A kezdetek
Davies 1995-ben nyolcéves korában kezdett el versenyezni, méghozzá a brit Minimoto-bajnokságban. Rögtön az első évében megmutatkozott a tehetsége miután az összetett ötödik helyén végzett, majd az elkövetkező két évben, viszont már bajnoki címeket ünnepelhetett. 1999-ben elindult a Junior Road Racing bajnokságban, illetve ezzel párhuzamosan az Aprilia Challenge 125cc bajnokságban is szerepelt, mindössze 12 évesen. Az utóbbiban első versenyét a hatodik helyen fejezte be, majd ő lett az egyetlen versenyző, aki minden futamon pontot tudott szerezni. Ezen felül a Donington Parki pályán körrekordot ért el, aminek köszönhetően hazájában az Év Szupertinédzserének választották. A következő évre maradt a bajnokságban, ahol év végén a második helyen végzett.
2001-ben a saját csapatával elindult a brit 125 köbcentis bajnokságban is, ahol a bajnokság történetének legfiatalabb futamgyőztese lett 14 évesen, de emellett a spanyol CEV bajnokságban is versenyzett.

### MotoGP

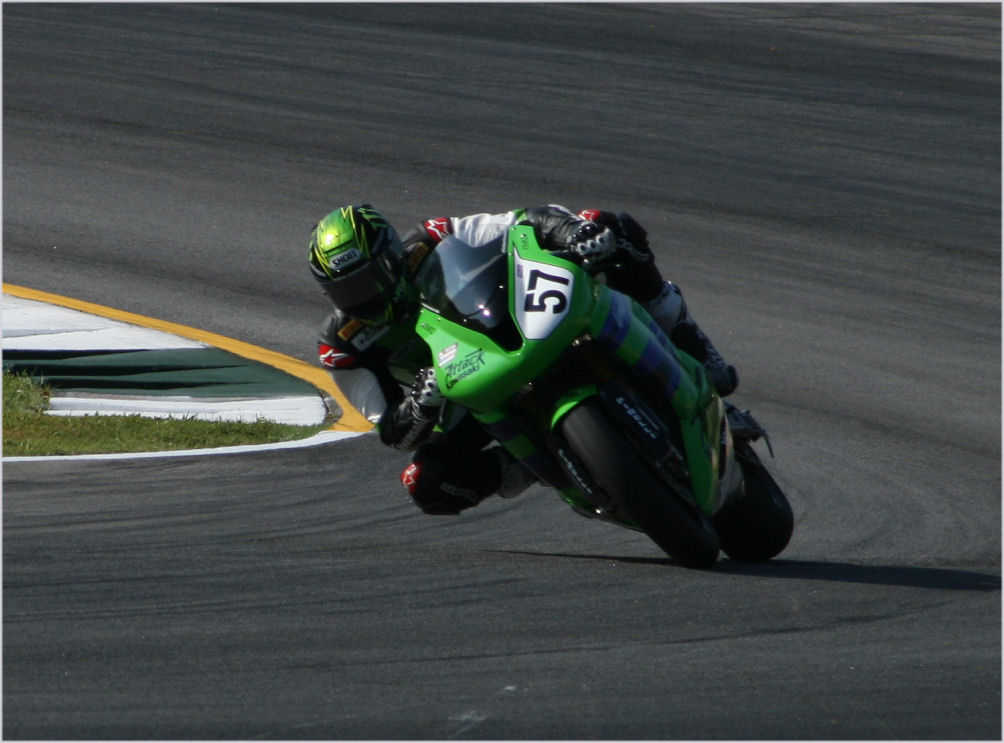
Davies 2008-ba Atlantában

A 2002-es évben egy pár futamon még elindult, mielőtt a Matteoni Racinggel el nem indult a gyorsaságimotoros-világbajnokság 125 köbcentiméteres géposztályában. Ezzel ő lett a legfiatalabb versenyző, aki valaha is teljes szezont futott a MotoGP-ben. A következő évre kategóriát váltott, majd ő lett a legfiatalabb versenyző, aki valaha is pontot szerzett a 250-es géposztályban. Itt azonban kevesebb sikerrel járt, legjobb eredménye egy 5. hely volt a 2014-es szezonzárón, amivel a bajnokság 13. helyén végzett.
Ezután egy sikertelenebb év következett, majd a 2006-os szezon felénél átszerződött az Amerikai Motorkerékpáros Szövetség (AMA) által rendezett bajnokságba. A következő évben már teljes szezont futott, emellett pedig beugróként a MotoGP királykategóriájában is elindulhatott három futam erejéig a Pramac Racing Ducatijával, ahol legjobb helyezése egy 16. hely volt, így pontot nem szerzett. A 2008-as szezonja Amerikában parádésan kezdődött, miután a szezonnyitó Daytona 200-as motorversenyen tudott győzni. Eredetileg a második helyen végzett, de miután a győztes John Hayest kizárták, ő örökölte meg az első helyet. A következő évre a Kawasakit és az Aprilia kötelékébe szerződött az amerikai Superbike szériába, ahol legjobb helyezése két második helyezés volt.

### Superbike-világbajnokság
2009-ben a szezon hajrájában bemutatkozott a Supersport-világbajnokság mezőnyében, ahol a ParkingGO Racing színeiben a 4. helyen végzett az első versenyén. A következő évben maradt a Triumphnál, majd négyszer dobogóra tudott állni és rendre a Top 5-ben végzett, így az összetettben a negyedik lett. 2011-re azonban csapatot váltott és a Yamaha színeiben indult. Első versenye nem sikerült jól, de aztán megállíthatatlannak bizonyult: 6 győzelmével kényelmesen szerezte meg a világbajnoki címet David Salom előtt.
Ennek megfelelően 2012-re a Superbike-világbajnokságban indult egy Apriliával. Egy nehéz szezonkezdés után sikerült belelendülnie, majd az erős pontszerző helyezések után a Nürburgringen megszerezte első győzelmét és a bajnokságban a kilencedik helyen végzett. Ez a következő évre egy gyári ülést eredményezett neki a BMW-nél, ahol Marco Melandri csapattársa lett. Új csapatával rögtön a második fordulón Aragónban mindkét versenyt meg tudta nyerni. A szezon hátralevő részében stabil pontszerző volt, így az összetett ötödik helyén végzett.
A következő évre azonban a BMW gyári alakulata kiszállt és Davies a visszatérő Ducati gyári támogatott csapatánál talált helyet. Első évében nem tudott győzni, de négyszer is a dobogón tudott végezni.
2014-re is maradt a csapatnál, ám ezúttal jobban sikerült az éve. Aragónban megszerezte első ducatis győzelmét, amelyet még négy másik követett. Az év végén a 18 dobogós helyezésének köszönhetően az összetett második helyén végzett Jonathan Rea mögött, akitől azonban – főleg a 14 futamgyőzelme miatt – több, mint száz ponttal maradt el. Az elkövetkezendő szezonban Rea nem futott domináns évet, viszont Davies sem remekelt. Az év utolsó versenyeire azonban megtáltosodott, az utolsó hat versenyt mind meg tudta nyerni. Ez azonban nem volt elég a bajnoki címre, sőt a második helyről is lemaradt két ponttal.
2017-re újra Melandri lett a csapattársa, de Davies rendre legyőzte őt. A szezon során 8 győzelmet szerzett, ám Rea ismét legyőzhetetlennek bizonyult, így Davies megint csak a második helyen zárt. 2018-ban az évad elején folyamatosan az élmezőnyben ment, viszont az utolsó fordulókra már nem tudott nagyon pódiumra sem állni, miközben Rea megszerezte negyedik VB-címét is.
2021-ben átigazolt a Ducati egyik szatellit gárdájához, a Team GoElevenhöz. Júliusban, Barcelonában a Ducati nyergében bukott és eltörte a csuklóját, majd hosszas rehabilitációja miatt csak októberben tért vissza a pályára. Szeptember 23-án, 34 évesen egy sajtótájékoztatón bejelentette, hogy a 2021-es szezon végén visszavonul a Superbike-világbajnokságtól. Tíz szezon alatt 34 győzelmet és 88 dobogós helyezést szerzett.
2022 januárjában a gyári Ducati ismertette, hogy Davies továbbra is a gárda kötelékében marad, Álvaro Bautista és Michael Ruben Rinaldi versenyzői-edzőként. Április hónapban felmerült, hogy beugorhat a motoros Hosszútávú-világbajnokság (FIM EWC) Le Mans-i 24 órás versenyén a sérült Lorenzo Zanetti helyére, viszont később ő maga jelentette be egyik hivatalos közösségi oldalán, hogy egy vírusfertőzés miatt mégsem tud rajthoz állni az ERC Endurance csapatával.

## Eredményei

### Teljes MotoGP-eredménylistája
(Táblázat értelmezése)

(Félkövér: pole-pozícióból indult; dőlt: leggyorsabb kört futott) 

| Év   | Géposztály | Gyártó  | 1      | 2      | 3      | 4      | 5      | 6      | 7      | 8      | 9      | 10     | 11     | 12     | 13     | 14     | 15     | 16     | 17     | 18     | Helyezés | Pont |
| ---- | ---------- | ------- | ------ | ------ | ------ | ------ | ------ | ------ | ------ | ------ | ------ | ------ | ------ | ------ | ------ | ------ | ------ | ------ | ------ | ------ | -------- | ---- |
| 2002 | 125cc      | Aprilia | JPN Ki | RSA 21 | SPA 24 | FRA 18 | ITA 18 | CAT Ki | NED 24 | GBR 16 | GER 20 | CZE Ni | POR 11 | BRA 29 | PAC 24 | MAL 25 | AUS 22 | VAL 28 |        |        | 29.      | 5    |
| 2003 | 250cc      | Aprilia | JPN 18 | RSA 15 | SPA 18 | FRA Ki | ITA 13 | CAT Ki | NED 24 | GBR 13 | GER 12 | CZE 14 | POR 20 | BRA 9  | PAC 11 | MAL 12 | AUS 15 | VAL 13 |        |        | 14.      | 33   |
| 2004 | 250cc      | Aprilia | RSA Ki | SPA Ki | FRA 12 | ITA 17 | CAT 13 | NED 15 | BRA 13 | GER 12 | GBR Ki | CZE 8  | POR 16 | JPN Ki | QAT 16 | MAL 9  | AUS 6  | VAL 5  |        |        | 13.      | 51   |
| 2005 | 250cc      | Aprilia | SPA 11 | POR Ki | CHN Ki | FRA 12 | ITA 10 | CAT Ki | NED 14 | GBR Ki | GER Ki | CZE Ki | JPN Ki | MAL 12 | QAT 16 | AUS 11 | TUR 10 | VAL 16 |        |        | 16.      | 32   |
| 2006 | 250cc      | Aprilia | SPA 13 | QAT 17 | TUR Ki | CHN 17 | FRA Ki | ITA    | CAT    | NED    |        |        |        |        |        |        |        |        |        |        | 32.      | 3    |
| 2006 | 250cc      | Honda   |        |        |        |        |        |        |        |        | GBR Ki | GER    | CZE    | MAL    | AUS    | JPN    | POR    | VAL 21 |        |        | 32.      | 3    |
| 2007 | MotoGP     | Ducati  | QAT    | SPA    | TUR    | CHN    | FRA    | ITA    | CAT    | GBR    | NED    | GER    | USA 16 | CZE    | SMR    | POR    | JPN    | AUS Ki | MAL 17 | VAL Ni | Hn       | 0    |

### Teljes Supersport-eredménylistája
(Táblázat értelmezése)

(Félkövér: pole-pozícióból indult; dőlt: leggyorsabb kört futott) 

| Év   | Gyártó  | 1      | 2     | 3     | 4     | 5     | 6     | 7     | 8     | 9     | 10     | 11    | 12     | 13     | 14    | Helyezés | Pont |
| ---- | ------- | ------ | ----- | ----- | ----- | ----- | ----- | ----- | ----- | ----- | ------ | ----- | ------ | ------ | ----- | -------- | ---- |
| 2009 | Triumph | AUS    | QAT   | SPA   | NED   | ITA   | RSA   | USA   | SMR   | GBR   | CZE    | GER   | ITA 4  | FRA Ki | POR 7 | 20.      | 22   |
| 2010 | Triumph | AUS 12 | POR 4 | SPA 3 | NED 4 | ITA 7 | RSA 3 | USA 4 | SMR 4 | CZE 3 | GBR 4  | GER 5 | ITA Ki | FRA 3  |       | 4.       | 153  |
| 2011 | Yamaha  | AUS 18 | EUR 2 | NED 1 | ITA 1 | SMR 6 | SPA 1 | CZE 3 | GBR 1 | GER 1 | ITA Ki | FRA 6 | POR 1  |        |       | 1.       | 206  |

### Teljes Superbike-világbajnokság eredménylistája
(Táblázat értelmezése)

(Félkövér: pole-pozícióból indult; dőlt: leggyorsabb kört futott) 

| Év   | Motor   | 1   | 1   | 2   | 2   | 3   | 3   | 4   | 4   | 5   | 5   | 6   | 6   | 7   | 7   | 8   | 8   | 9   | 9   | 10  | 10  | 11  | 11  | 12  | 12  | 13  | 13  | 14  | 14  | Helyezés | Pont  |
| Év   | Motor   | R1  | R2  | R1  | R2  | R1  | R2  | R1  | R2  | R1  | R2  | R1  | R2  | R1  | R2  | R1  | R2  | R1  | R2  | R1  | R2  | R1  | R2  | R1  | R2  | R1  | R2  | R1  | R2  | Helyezés | Pont  |
| 2012 | Aprilia | AUS | AUS | ITA | ITA | NED | NED | ITA | ITA | EUR | EUR | USA | USA | SMR | SMR | ESP | ESP | CZE | CZE | GBR | GBR | RUS | RUS | GER | GER | POR | POR | FRA | FRA | 9.       | 164,5 |
| ---- | ------- | --- | --- | --- | --- | --- | --- | --- | --- | --- | --- | --- | --- | --- | --- | --- | --- | --- | --- | --- | --- | --- | --- | --- | --- | --- | --- | --- | --- | -------- | ----- |
| 2012 | Aprilia | Ni  | Ni  | Ki  | 14  | Ki  | Ki  | T   | 12  | 12  | 7   | 7   | 4   | 6   | Ki  | 4   | 3   | 11  | 6   | 14  | 7   | Ki  | 3   | 3   | 1   | Ki  | Ki  | Ki  | 8   | 9.       | 164,5 |
| 2013 | BMW     | AUS | AUS | ESP | ESP | NED | NED | ITA | ITA | EUR | EUR | POR | POR | ITA | ITA | RUS | RUS | GBR | GBR | GER | GER | TUR | TUR | USA | USA | FRA | FRA | ESP | ESP | 5.       | 290   |
| 2013 | BMW     | 4   | 17  | 1   | 1   | 7   | 5   | 5   | Ki  | 8   | 6   | 6   | 5   | 6   | 5   | 2   | T   | 10  | Ki  | 3   | 1   | 8   | 6   | 2   | Ki  | Ki  | 5   | 7   | 5   | 5.       | 290   |
| 2014 | Ducati  | AUS | AUS | ESP | ESP | NED | NED | ITA | ITA | GBR | GBR | MAL | MAL | ITA | ITA | POR | POR | USA | USA | ESP | ESP | FRA | FRA | QAT | QAT |     |     |     |     | 6.       | 215   |
| 2014 | Ducati  | 8   | 7   | 4   | Ki  | 7   | 8   | 2   | 2   | 5   | 5   | 4   | 8   | 4   | Ki  | 18  | 3   | Ki  | Ni  | 3   | 4   | Ki  | 9   | 7   | 5   |     |     |     |     | 6.       | 215   |
| 2015 | Ducati  | AUS | AUS | THA | THA | ESP | ESP | NED | NED | ITA | ITA | GBR | GBR | POR | POR | SMR | SMR | USA | USA | MAL | MAL | ESP | ESP | FRA | FRA | QAT | QAT |     |     | 2.       | 416   |
| 2015 | Ducati  | 1   | 2   | 1   | 1   | 1   | 2   | 1   | 1   | 1   | 1   | 2   | 2   | 1   | 1   | 2   | 1   | 3   | 3   | 1   | 2   | 4   | 4   | 1   | 1   | 2   | Ki  |     |     | 2.       | 416   |
| 2016 | Ducati  | AUS | AUS | THA | THA | ESP | ESP | NED | NED | ITA | ITA | GBR | GBR | ITA | ITA | USA | USA | GER | GER | POR | POR | FRA | FRA | ESP | ESP | QAT | QAT |     |     | 3.       | 445   |
| 2016 | Ducati  | 2   | 10  | 4   | 3   | 1   | 1   | 2   | 5   | 1   | 1   | 3   | 4   | Ki  | 3   | 4   | Ki  | Ki  | 3   | 1   | 6   | 1   | 1   | 1   | 1   | 1   | 1   |     |     | 3.       | 445   |
| 2017 | Ducati  | AUS | AUS | THA | THA | ESP | ESP | NED | NED | ITA | ITA | GBR | GBR | ITA | ITA | USA | USA | GER | GER | POR | POR | FRA | FRA | ESP | ESP | QAT | QAT |     |     | 2.       | 403   |
| 2017 | Ducati  | 2   | 2   | 2   | 6   | Ki  | 1   | Ki  | 3   | 1   | 1   | 8   | 3   | Ki  | Ni  | 1   | 3   | 1   | 1   | 2   | Ki  | 10  | 1   | 2   | 3   | 2   | 2   |     |     | 2.       | 403   |
| 2018 | Ducati  | AUS | AUS | THA | THA | ESP | ESP | NED | NED | ITA | ITA | GBR | GBR | CZE | CZE | USA | USA | ITA | ITA | POR | POR | FRA | FRA | ARG | ARG | QAT | QAT |     |     | 2.       | 356   |
| 2018 | Ducati  | 3   | Ki  | 3   | 1   | 2   | 1   | 3   | 5   | 4   | 2   | 8   | 5   | 8   | 3   | 2   | 2   | 2   | 4   | 4   | 4   | 5   | 2   | Ki  | 4   | 8   | T   |     |     | 2.       | 356   |

| Év   | Motor  | 1   | 1   | 1   | 2   | 2   | 2   | 3   | 3   | 3   | 4   | 4   | 4   | 5   | 5   | 5   | 6   | 6   | 6   | 7   | 7   | 7   | 8   | 8   | 8   | 9   | 9   | 9   | 10  | 10  | 10  | 11  | 11  | 11  | 12  | 12  | 12  | 13  | 13  | 13  | Helyezés | Pont |
| Év   | Motor  | V1  | SV  | V2  | V1  | SV  | V2  | V1  | SV  | V2  | V1  | SV  | V2  | V1  | SV  | V2  | V1  | SV  | V2  | V1  | SV  | V2  | V1  | SV  | V2  | V1  | SV  | V2  | V1  | SV  | V2  | V1  | SV  | V2  | V1  | SV  | V2  | V1  | SV  | V2  | Helyezés | Pont |
| 2019 | Ducati | AUS | AUS | AUS | THA | THA | THA | ESP | ESP | ESP | NED | NED | NED | ITA | ITA | ITA | ESP | ESP | ESP | ITA | ITA | ITA | GBR | GBR | GBR | USA | USA | USA | POR | POR | POR | FRA | FRA | FRA | ARG | ARG | ARG | QAT | QAT | QAT | 6.       | 294  |
| ---- | ------ | --- | --- | --- | --- | --- | --- | --- | --- | --- | --- | --- | --- | --- | --- | --- | --- | --- | --- | --- | --- | --- | --- | --- | --- | --- | --- | --- | --- | --- | --- | --- | --- | --- | --- | --- | --- | --- | --- | --- | -------- | ---- |
| 2019 | Ducati | 10  | 10  | 7   | 15  | 8   | Ki  | 3   | 4   | 3   | 7   | T   | 5   | Ki  | 2   | T   | 7   | 10  | Ki  | 5   | 17  | 7   | 10  | 7   | 9   | 2   | 2   | 1   | 2   | 10  | 16  | Ki  | 4   | 4   | Ni  | 4   | 2   | 2   | 5   | 2   | 6.       | 294  |
| 2020 | Ducati | AUS | AUS | AUS | ESP | ESP | ESP | POR | POR | POR | ESP | ESP | ESP | ESP | ESP | ESP | ESP | ESP | ESP | FRA | FRA | FRA | POR | POR | POR |     |     |     |     |     |     |     |     |     |     |     |     |     |     |     | 3.       | 273  |
| 2020 | Ducati | 8   | 13  | 5   | 4   | 5   | 2   | 11  | Ki  | 4   | 2   | 5   | 2   | 3   | 5   | Ki  | 3   | 4   | 1   | 4   | 5   | 3   | 2   | 4   | 1   |     |     |     |     |     |     |     |     |     |     |     |     |     |     |     | 3.       | 273  |
| 2021 | Ducati | ESP | ESP | ESP | POR | POR | POR | ITA | ITA | ITA | GBR | GBR | GBR | NED | NED | NED | CZE | CZE | CZE | ESP | ESP | ESP | FRA | FRA | FRA | ESP | ESP | ESP | ESP | ESP | ESP | POR | POR | POR | ARG | ARG | ARG | INA | INA | INA | 12.      | 143  |
| 2021 | Ducati | 5   | 4   | 19  | 6   | 9   | 2   | Hn  | Ki  | Ki  | 11  | 8   | 7   | 9   | 9   | 4   | Ki  | 14  | 12  | Ki  | 7   | Ki  | 7   | 8   | 5   | 10  | Ki  | Ni  |     |     |     |     |     |     | 12  | 13  | 9   | 8   | T   | 12  | 12.      | 143  |